# Miquel Joan Porta

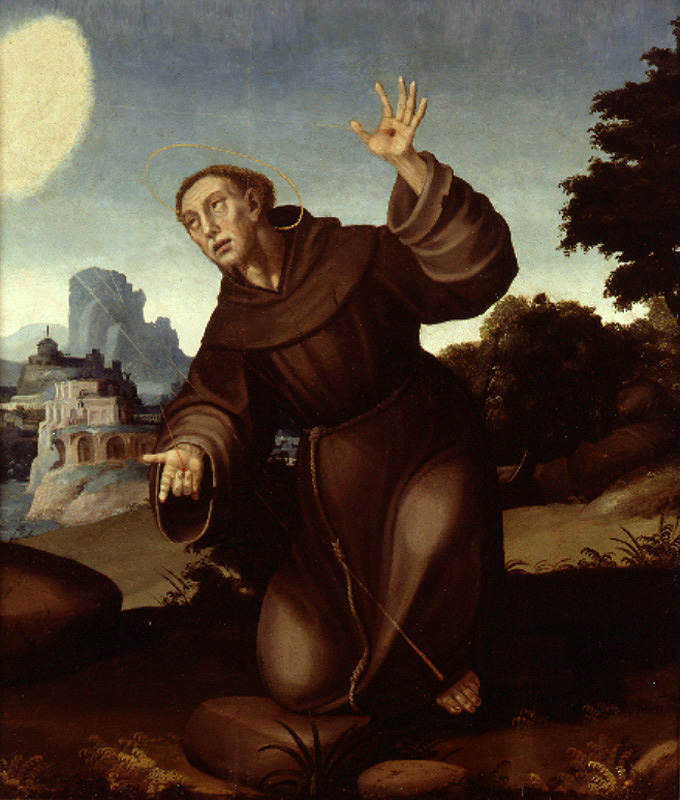
Èxtasi de Sant Francesc (1571), oli sobre taula (92,5 x 72,5 cm.), Museu de Belles Arts de València.

Miquel Joan Porta (c. 1544-c. 1616), fou un pintor manierista català, nascut a Àger i actiu a València. Format artísticament en el cercle de Joan de Joanes, poratrà la influència dels Macip, junt amb Nicolau Borràs, fins als primers anys del segle xvii, aliè a les novetats que arribaven a València de la mà de Joan Sarinyena i Francesc Ribalta.
La primera obra seua que es coneix és la imatge de Sant Miquel pintada en una vitel·la per a servir com a encapçalament del Llibre de Mustaçaf (Ajuntament de València), còdex realitzat per l'il·luminador Cristòfol Ramírez entre 1563 i 1568, en el qual es compilaven manualment les regles per les quals s'havia de regir el mostassaf (persona triada cada any per a la supervisió de pesos i mesures, més altres funcions d'inspecció dels mercats). Porta va contractar en 1559 amb els jurats de la ciutat la realització de la vitel·la, on resulta evident el seu seguiment dels models angèlics de Joanes.
Les notícies biogràfiques de Porta són escasses, igual que les obres segures eixides de la seua mà. Entre aquestes destaca una taula amb la representació de Sant Francesc en èxtasi, ingressada en el Museu de Belles Arts de València. Té una inscripció al dors que permet datar-la l'any 1571. El fons paisatgístic amb ruïnes clàssiques remet de nou a l'obra de Joanes.
En 1580 va entrar en contacte amb Joan Sarinyena, que havia tornat feia poc d'Itàlia, actuant com a taxador en el seu nom d'un retrat de Jaume I encarregat per la Generalitat. Dos anys després amb Nicolau Borràs s'ocupava de tasar els treballs que Joan de Joanes havia deixat sense acabar en Bocairent, dels que se n'havia fet càrrec el seu fill. Hi ha notícies de treballs fets per a l'arquebisbe Joan de Ribera, però cap altra obra fins a 1587, quan signa la Pentecosta de la taula central del retaule major del convent de Sancti Spiritu de Gilet. Conservat in situ, i sense predel·la, en opinió de Benito Domenech només es podrien considerar de Porta, a banda de la citada Pentecosta, les taules de Sant Francesc i Sant Cristòfol, la resta serien en part d'ajudants i en part de data posterior.
No tornen a haver notícies sobre treballs concrets, la resta d'obres se li atribuiexen per raons d'estil. Però si que hi ha notícies biogràfiques que el situen de nou a València en 1591, assistint a la consulta de la Generalitat als millors pintors del regne sobre la millor forma de decorar la Sala Nova del palau de la Generalitat. El 1598 s'aveïna a València, fins a eixa data havia conservat l'aveïnament legal a la seua població natal. El 1607 forma part de la junta directiva del Col·legi de Pintors, acabat de crear i promogut per Francesc Ribalta, l'any 1616 encara se'l cita amb tasques de responsabilitat.